# Собственный вектор

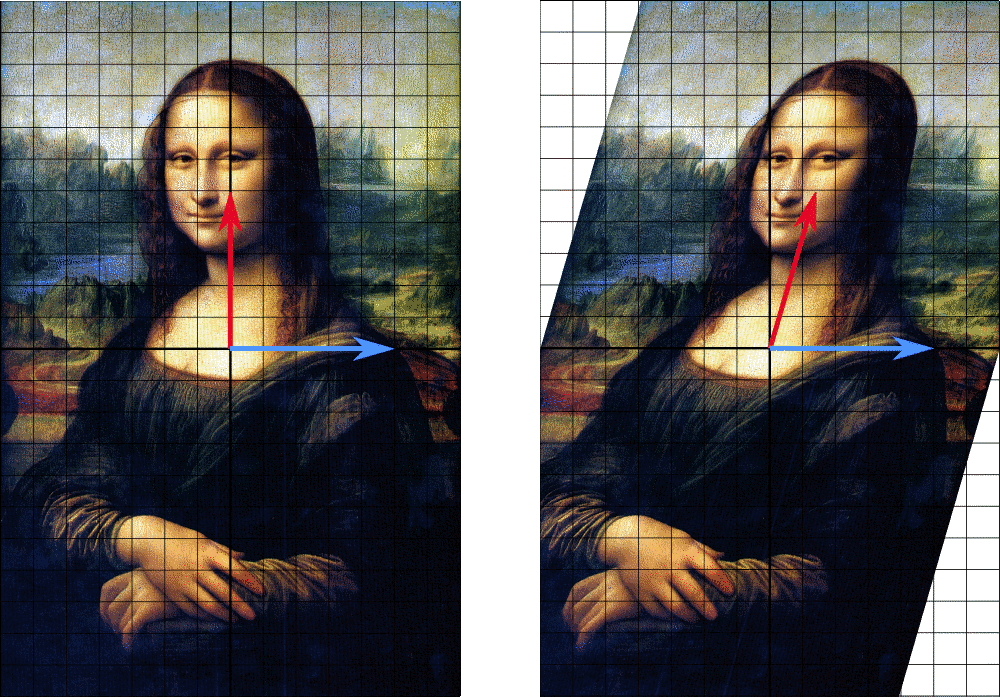
Синим цветом обозначен собственный вектор. Он, в отличие от красного, при деформации (преобразовании) не изменил направление, поэтому является собственным вектором этого преобразования, соответствующим некоторому собственному значению (здесь оно равно единице, так как вектор не изменил свою длину). Любой вектор, параллельный синему вектору, также будет собственным, соответствующим тому же собственному значению. Множество всех таких векторов (вместе с нулевым) образует собственное подпространство

Со́бственный ве́ктор — понятие в линейной алгебре, определяемое для произвольного линейного оператора как ненулевой вектор, применение к которому оператора даёт коллинеарный вектор — тот же вектор, умноженный на некоторое скалярное значение (которое может быть равно 0). Скаляр, на который умножается собственный вектор под действием оператора, называется собственным числом (или собственным значением) линейного оператора, соответствующим данному собственному вектору. Одним из представлений линейного оператора является квадратная матрица, поэтому собственные векторы и собственные значения часто определяются в контексте использования таких матриц.
Понятия собственного вектора и собственного числа являются одними из ключевых в линейной алгебре, на их основе строится множество конструкций. Это связано с тем, что многие соотношения, связанные с линейными операторами, существенно упрощаются в системе координат, построенной на базисе из собственных векторов оператора. Множество собственных значений линейного оператора (спектр оператора) характеризует важные свойства оператора без привязки к какой-либо конкретной системе координат. По этим причинам собственные векторы имеют важное прикладное значение. Так, например, собственные векторы часто встречаются в механике, квантовой теории и так далее. В частности, оператор проекции спина на произвольную ось имеет два собственных значения и соответствующие им собственные векторы.
Понятие линейного векторного пространства не ограничивается «чисто геометрическими» векторами и обобщается на разнообразные множества объектов, таких как пространства функций (в которых действуют линейные дифференциальные и интегральные операторы). Для такого рода пространств и операторов говорят о собственных функциях операторов.
Множество всех собственных векторов линейного оператора, соответствующих данному собственному числу, дополненное нулевым вектором, называется собственным подпространством этого оператора.
Поиск оптимальных алгоритмов вычисления собственных значений для заданного линейного оператора является одной из важных задач вычислительной математики.

## Определения

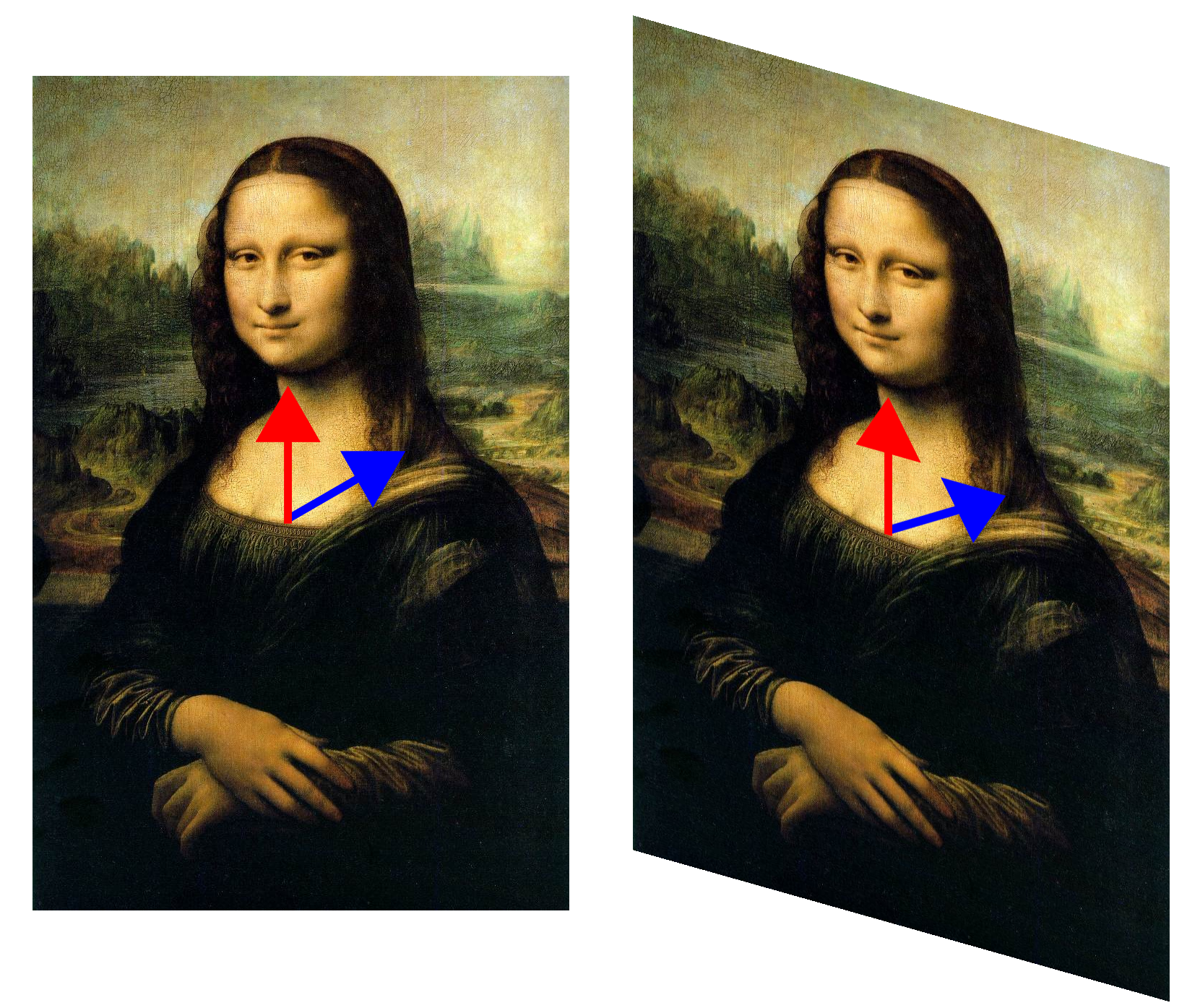
Другая трансформация Джоконды. Синий вектор меняет направление, а красный — нет. Поэтому красный является собственным вектором, а синий — нет. Так как красный вектор ни растянулся, ни сжался, его собственное значение равно, как и на картинке выше, единице. Все векторы, коллинеарные красному, тоже собственные.

Собственным вектором линейного преобразования {\displaystyle A\colon L\to L}, где {\displaystyle L} — линейное пространство над полем {\displaystyle K}, называется такой ненулевой вектор {\displaystyle x\in L}, что для некоторого {\displaystyle \lambda \in K} имеет место {\displaystyle \ Ax=\lambda x}.
Собственным значением (собственным числом) линейного преобразования {\displaystyle A} называется такое число {\displaystyle \lambda \in K}, для которого существует собственный вектор, то есть уравнение {\displaystyle Ax=\lambda x} имеет ненулевое решение {\displaystyle x\in L}.
Упрощённо говоря, собственный вектор — любой ненулевой вектор {\displaystyle x}, который отображается в коллинеарный ему вектор {\displaystyle \lambda x} оператором {\displaystyle A}, а соответствующий скаляр {\displaystyle \lambda } называется собственным значением оператора.
Собственным подпространством (или характеристическим подпространством) линейного преобразования {\displaystyle A} для данного собственного числа {\displaystyle \lambda \in K} (или отвечающим этому числу) называется множество всех собственных векторов {\displaystyle x\in L}, соответствующих данному собственному числу, дополненное нулевым вектором. Обозначим собственное подпространство, отвечающее собственному числу {\displaystyle \lambda }, через {\displaystyle E_{\lambda }}, а единичный оператор — через {\displaystyle I}. По определению, собственное подпространство является ядром оператора {\displaystyle A-\lambda \cdot I,} то есть множеством векторов, отображаемых этим оператором в нулевой вектор:
{\displaystyle E_{\lambda }=\ker(A-\lambda \cdot I)}.
Корневым вектором линейного преобразования {\displaystyle A} для данного собственного значения {\displaystyle \lambda \in K} называется такой ненулевой вектор {\displaystyle x\in L}, что для некоторого натурального числа {\displaystyle m} имеет место:
{\displaystyle (A-\lambda \cdot I)^{m}x=0}.
Если {\displaystyle m} является наименьшим из таких натуральных чисел (то есть {\displaystyle (A-\lambda \cdot I)^{m-1}x\neq 0}), то {\displaystyle m} называется высотой корневого вектора {\displaystyle x}.
Корневым подпространством линейного преобразования {\displaystyle A} для данного собственного числа {\displaystyle \lambda \in K} называется множество всех корневых векторов {\displaystyle x\in L}, соответствующих данному собственному числу, если это множество дополнить нулевым вектором. Обозначим корневое подпространство, отвечающее собственному числу λ, через {\displaystyle V_{\lambda }}. По определению:
{\displaystyle V_{\lambda }=\bigcup _{m=1}^{\infty }\ker(A-\lambda \cdot I)^{m}=\bigcup _{m=1}^{\infty }V_{m,\lambda }}.

## История
Собственные значения обычно вводятся в контексте линейной алгебры, однако исторически они возникли при исследовании квадратичных форм и дифференциальных уравнений.
В XVIII веке Эйлер, изучая вращательное движение абсолютно твёрдого тела, обнаружил значимость главных осей, а Лагранж показал, что главные оси соответствуют собственным векторам матрицы инерции. В начале XIX века Коши использовал труды Эйлера и Лагранжа для классификации поверхностей второго порядка и обобщил результаты на высшие порядки. Коши также ввёл термин «характеристический корень» (фр. racine caractéristique) для собственного значения. Этот термин сохранился в контексте характеристического многочлена матрицы.
В начале XX века Гильберт занимался исследованием собственных значений интегральных операторов, рассматривая последние как матрицы бесконечного размера. В 1904 году для обозначения собственных значений и собственных векторов Гильберт начал использовать термины eigenvalues и eigenvectors, основанные на немецком слове eigen (собственный). Впоследствии эти термины перешли и в английский язык, заменив используемые ранее «proper value» и «proper vector».

## Свойства

### Общий случай
Подпространство {\displaystyle V\subset L} называется инвариантным подпространством линейного преобразования {\displaystyle A} ({\displaystyle A}-инвариантным подпространством), если:
{\displaystyle AV\subseteq V}.
Собственные подпространства {\displaystyle E_{\lambda }}, корневые подпространства {\displaystyle V_{\lambda }} и подпространства {\displaystyle V_{m,\lambda }} линейного оператора {\displaystyle A} являются {\displaystyle A}-инвариантными.
Собственные векторы являются корневыми (высоты 1): {\displaystyle E_{\lambda }\subseteq V_{\lambda }};
Корневые векторы могут не быть собственными: например, для преобразования двумерного пространства, заданного матрицей:
{\displaystyle A={\begin{pmatrix}1&1\\0&1\end{pmatrix}}}
{\displaystyle (A-E)^{2}=0}, и все векторы являются корневыми, соответствующими собственному числу {\displaystyle 1}, но {\displaystyle A} имеет единственный собственный вектор (с точностью до умножения на число).
Для разных собственных значений корневые (и, следовательно, собственные) подпространства имеют тривиальное (нулевое) пересечение:
{\displaystyle V_{\lambda }\bigcap V_{\mu }=\{0\}} если {\displaystyle \lambda \neq \mu }.
Метод поиска собственных значений для самосопряжённых операторов и поиска сингулярных чисел для нормального оператора даёт теорема Куранта — Фишера.

### Конечномерные линейные пространства
Выбрав базис в {\displaystyle n}-мерном линейном пространстве {\displaystyle L}, можно сопоставить линейному преобразованию {\displaystyle A\colon L\to L} квадратную {\displaystyle n\times n} матрицу и определить для неё характеристический многочлен матрицы:
{\displaystyle P_{A}(\lambda )=\det(A-\lambda \cdot I)=\sum \limits _{k=0}^{n}a_{k}\lambda ^{k}}.
Характеристический многочлен не зависит от базиса в {\displaystyle L}. Его коэффициенты являются инвариантами оператора {\displaystyle A}. В частности, {\displaystyle a_{0}=\det \,A}, {\displaystyle a_{n-1}=\operatorname {tr} \,A} не зависят от выбора базиса.
Собственные значения, и только они, являются корнями характеристического многочлена матрицы. Количество различных собственных значений не может превышать размер матрицы. Если выбрать в качестве базисных векторов собственные векторы оператора, то матрица {\displaystyle A} в таком базисе станет диагональной, причём на диагонали будут стоять собственные значения оператора. Отметим, однако, что далеко не любая матрица допускает базис из собственных векторов (общая структура описывается нормальной жордановой формой). Для положительно определённой симметричной матрицы {\displaystyle A} процедура нахождения собственных значений и собственных векторов является не чем иным, как поиском направлений и длин полуосей соответствующего эллипса.
Если числовое поле алгебраически замкнуто (например, является полем комплексных чисел), то характеристический многочлен разлагается в произведение {\displaystyle n} линейных множителей:
{\displaystyle P_{A}(\lambda )=(-1)^{n}\prod _{i=1}^{n}(\lambda -\lambda _{i})},
где {\displaystyle \lambda _{i}\;(i=1,\ldots ,n)} — собственные значения; некоторые из {\displaystyle \lambda _{i}} могут быть равны. Кратность собственного значения {\displaystyle \lambda _{i}} — это число множителей, равных {\displaystyle \lambda -\lambda _{i},} в разложении характеристического многочлена на линейные множители (называется также алгебраическая кратность собственного значения).
Размерность корневого пространства {\displaystyle V_{\lambda _{i}}} равна кратности собственного значения.
Векторное пространство {\displaystyle L} разлагается в прямую сумму корневых подпространств (по теореме о жордановой форме):
{\displaystyle L=\bigoplus _{\lambda _{i}}V_{\lambda _{i}}}
где суммирование производится по всем {\displaystyle \lambda _{i}} — собственным числам {\displaystyle A}.
Геометрическая кратность собственного значения {\displaystyle \lambda _{i}} — это размерность соответствующего собственного подпространства {\displaystyle E_{\lambda _{i}}}; геометрическая кратность собственного значения не превосходит его кратности, поскольку {\displaystyle E_{\lambda _{i}}\subseteq V_{\lambda _{i}}}

### Нормальные операторы и их подклассы
Все корневые векторы нормального оператора являются собственными. Собственные векторы нормального оператора {\displaystyle A}, соответствующие различным собственным значениям, ортогональны, то есть если {\displaystyle Ax=\lambda x}, {\displaystyle Ay=\mu y} и {\displaystyle \lambda \neq \mu }, то {\displaystyle (x,y)=0} (для произвольного оператора это неверно).
Все собственные значения самосопряжённого оператора являются вещественными, антиэрмитового оператора — мнимыми, а все собственные значения унитарного оператора лежат на единичной окружности {\displaystyle |\lambda |=1}.
В конечномерном случае сумма размерностей собственных подпространств нормального оператора {\displaystyle A\colon \mathbb {C} ^{n}\to \mathbb {C} ^{n}}, соответствующих всем собственным значениям, равна размерности матрицы, а векторное пространство разлагается в ортогональную сумму собственных подпространств:
{\displaystyle L=\bigoplus _{\lambda _{i}}E_{\lambda _{i}}},
где суммирование производится по всем {\displaystyle \lambda _{i}} — собственным числам {\displaystyle A}, а {\displaystyle E_{\lambda _{i}}} взаимно ортогональны для различных {\displaystyle \lambda _{i}}. Это свойство для нормального оператора над {\displaystyle \mathbb {C} } в конечномерном случае является характеристическим: оператор нормален тогда и только тогда, когда его матрица имеет диагональный вид в каком-нибудь ортонормированном базисе.

### Положительные матрицы
Квадратная вещественная {\displaystyle n\times n} матрица {\displaystyle A=(a_{ij})} называется положительной, если все её элементы положительны: {\displaystyle a_{ij}>0}.
Теорема Перрона (частный случай теоремы Перрона — Фробениуса): Положительная квадратная матрица {\displaystyle A} имеет положительное собственное значение {\displaystyle r}, которое имеет алгебраическую кратность 1 и строго превосходит абсолютную величину любого другого собственного значения этой матрицы. Собственному значению {\displaystyle r} соответствует собственный вектор {\displaystyle e_{r}}, все координаты которого строго положительны. Вектор {\displaystyle e_{r}} — единственный собственный вектор {\displaystyle A} (с точностью до умножения на число), имеющий неотрицательные координаты.
Собственный вектор {\displaystyle e_{r}} может быть вычислен посредством прямых итераций: выбирается произвольный начальный вектор {\displaystyle v_{0}} с положительными координатами, последующий элемент задаётся рекуррентной формулой:
{\displaystyle v_{k+1}={\frac {Av_{k}}{\|Av_{k}\|}}},
получается последовательность {\displaystyle v_{k}}, сходящаяся к нормированному собственному вектору {\displaystyle e_{r}/\|e_{r}\|}.
Другая область применения метода прямых итераций — поиск собственных векторов положительно определённых симметричных операторов.

## Неравенства для собственных значений
Неравенство Шура: для собственных значений {\displaystyle \lambda _{1},\dots ,\lambda _{n}} матрицы {\displaystyle A=(a_{ij})_{i,j=1,\ldots ,n}}:
{\displaystyle \sum _{i=1}^{n}|\lambda _{i}|^{2}\leqslant \sum _{i,j=1}^{n}|a_{ij}|^{2}=\|A\|_{F}^{2}},
причём равенство достигается тогда и только тогда, когда {\displaystyle A} — нормальная матрица.
Для собственных значений {\displaystyle \lambda _{1},...,\lambda _{n}} матрицы {\displaystyle A=B+iC}, где матрицы {\displaystyle B,C} — эрмитовы, имеет место:
{\displaystyle \sum _{i=1}^{n}|\Re \lambda _{i}|^{2}\leqslant \sum _{i,j=1}^{n}|b_{ij}|^{2}} и {\displaystyle \sum _{i=1}^{n}|\Im \lambda _{i}|^{2}\leqslant \sum _{i,j=1}^{n}|c_{ij}|^{2}}.
Для эрмитовых матриц {\displaystyle A,B} и {\displaystyle C=A+B} их собственные значения, упорядоченные в порядке возрастания: {\displaystyle \alpha _{1}\leqslant ...\leqslant \alpha _{n},\beta _{1}\leqslant ...\leqslant \beta _{n},\gamma _{1}\leqslant ...\leqslant \gamma _{n}} дают: {\displaystyle \gamma _{i}\geqslant \alpha _{i}+\beta _{i-j+1}} при {\displaystyle i\geqslant j} и {\displaystyle \gamma _{i}\leqslant \alpha _{i}+\beta _{i-j+n}} при {\displaystyle i\leqslant j}.